# Congerville-Thionville
Congerville-Thionville é uma comuna francesa na região administrativa da Ilha de França, no departamento de Essonne. Estende-se por uma área de 8.47 km². Em 2010 a comuna tinha 225 habitantes (densidade: 26,6 hab./km²).